# Cricău, Alba
Cricău (în maghiară Boroskrakkó, Krakkó, în germană Krakau) este satul de reședință al comunei cu același nume din județul Alba, Transilvania, România.

## Așezare
Localitatea Cricău este situată la poalele de SE ale Munților Trascăului, la NV de municipiul Alba Iulia.

## Istoric
Localitatea Cricău a fost atestată documentar încă din anul 1206, împreună cu Ighiul, care în secolele XIII-XIV aparțineau cetății feudale de la Piatra Craivii.  Ca și în cazul satelor Ighiu și Bărăbanț, localitatea a fost întemeiată de coloniști sași și populată de aceștia până la marea invazie mongolă din 1241, în urma căreia a dispărut populația germană.
Între Cricău și Galda, la 2 km nord-vest de Galda, într-o zonă unde drumul roman era vizibil, s-au descoperit, în anul 1900, blocuri de piatră fasonate, o cornișă ornamentată și monede variate .

## Populatie
Populația comunei Cricău număra la recensământul din 2012 un număr de 1912 locuitori, dintre care:
- 1807 erau români
- 28 erau romi
- 4 erau maghiari

## Lăcașuri de cult

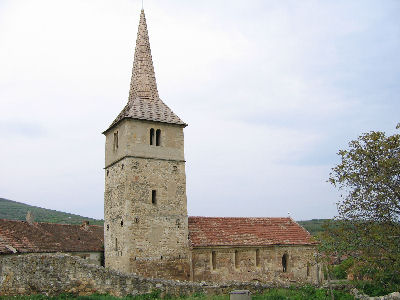
Biserica reformată din Cricău, monument din secolul al XIII-lea
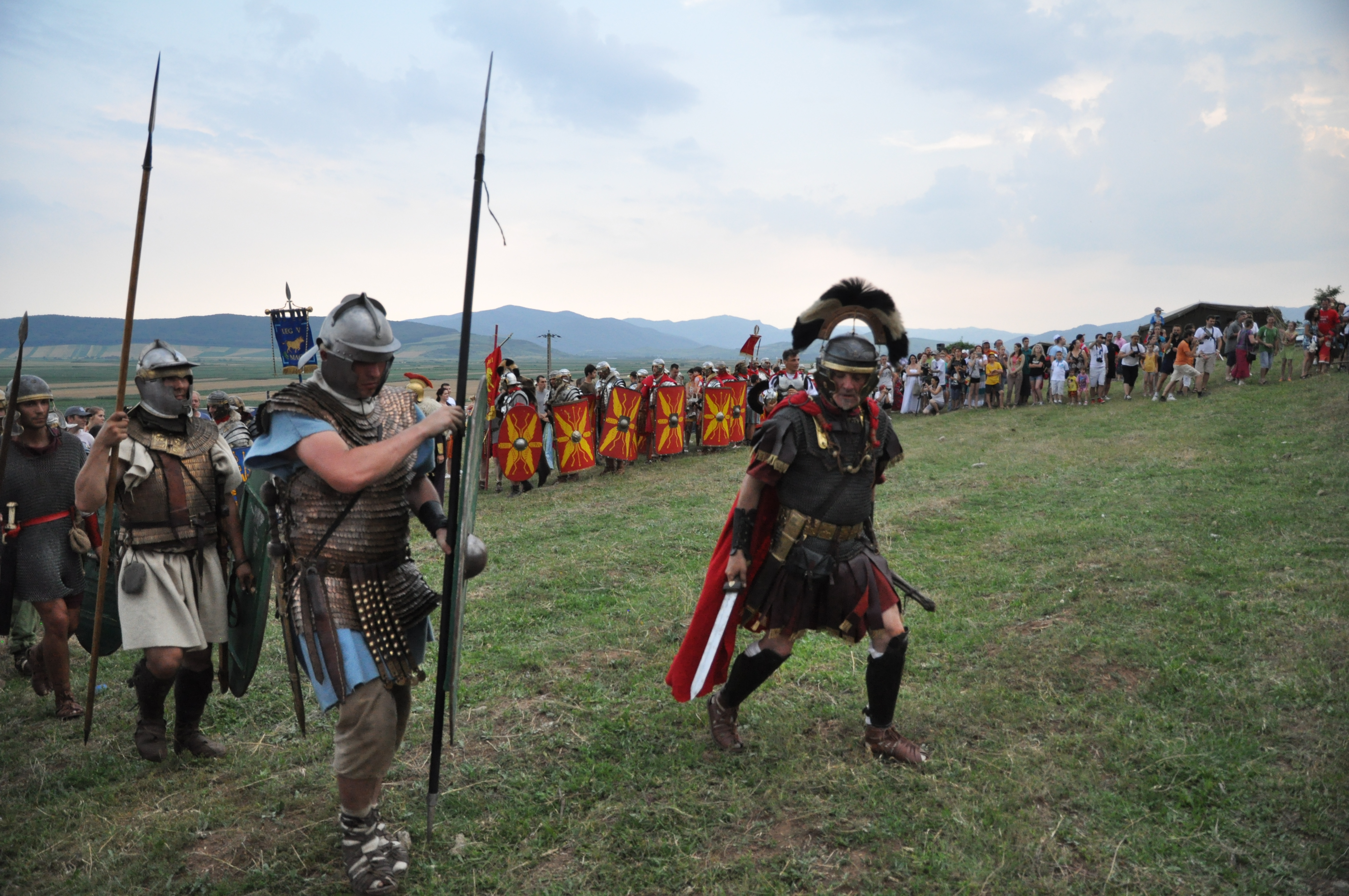
Festivalul cetăților dacice, ediția a VII-a, 2013, Cricău
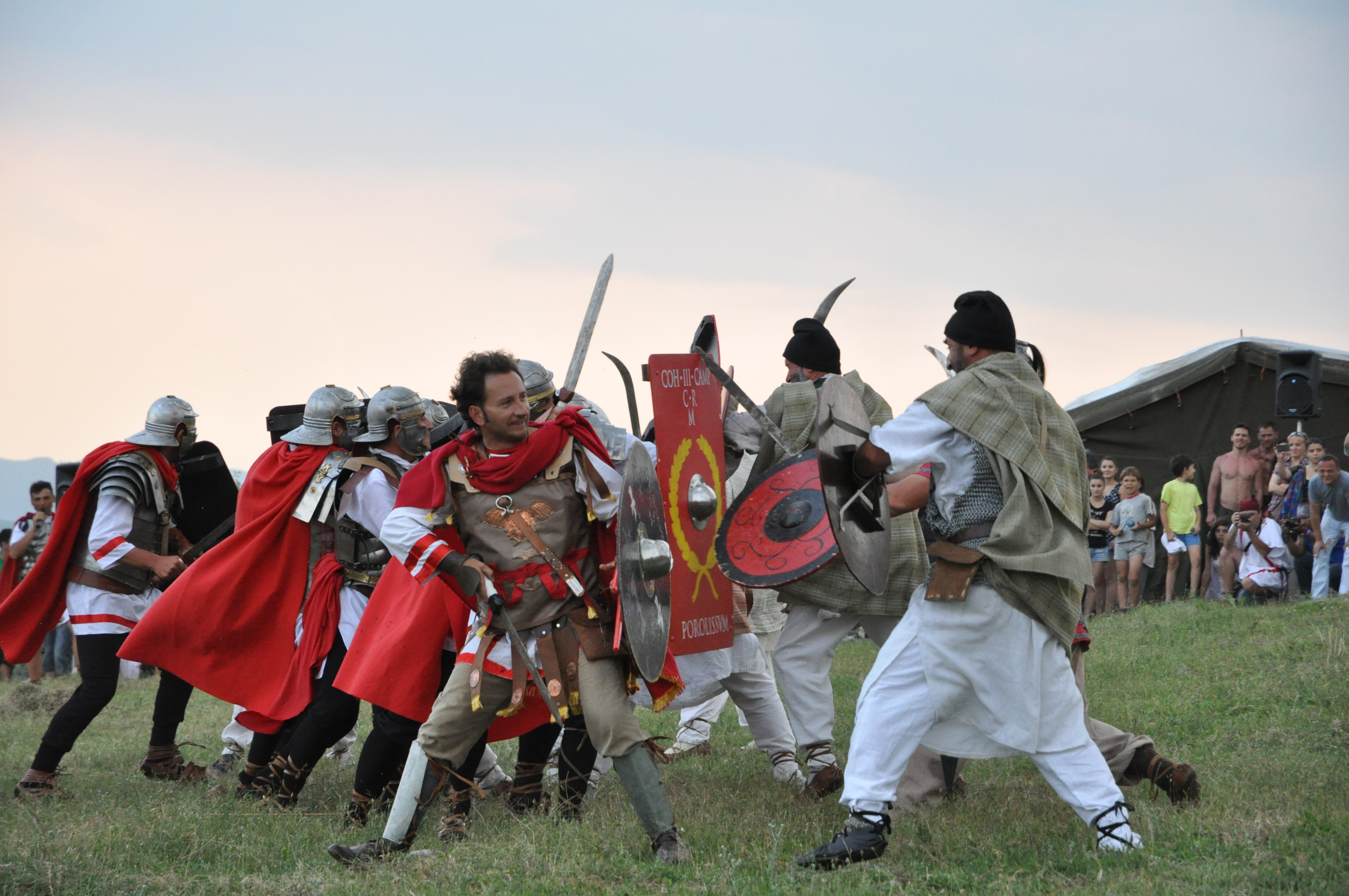
Festivalul cetăților dacice, ediția a VII-a, 2013, Cricău
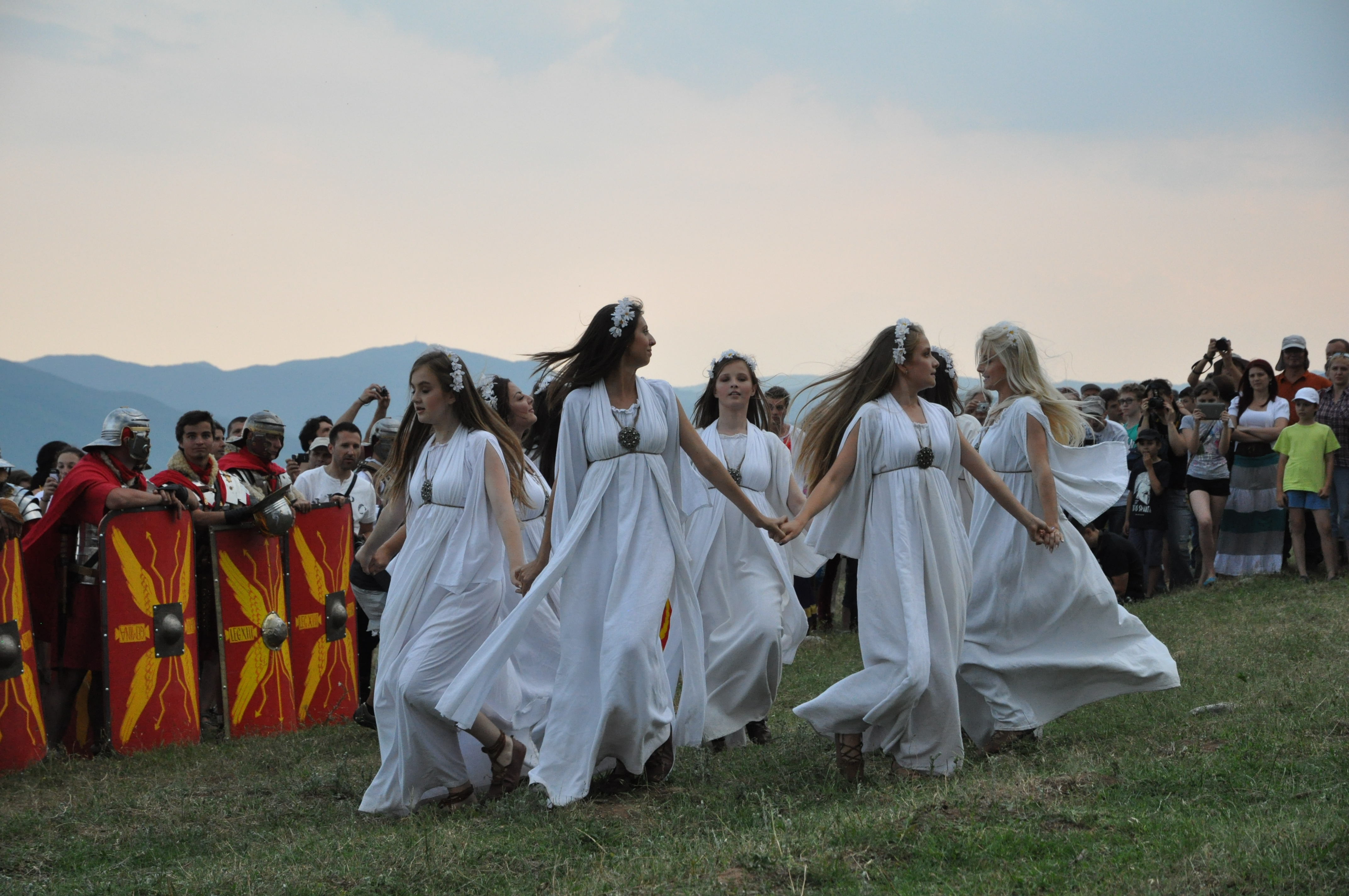
Sânzienele - Festivalul cetăților dacice, ediția a VII-a, 2013, Cricău